# Paul Clarkson
Paul Clarkson (Worcester, 16 maggio 1959) è un attore teatrale inglese.
Nel 1984 ha vinto il Laurence Olivier Award al miglior attore in un musical per la sua interpretazione in The Hired Man all'Astoria Theatre di Londra. Ha recitato anche in altri musical sulle scene londinesi, tra cui la produzione originale di Mamma Mia!, Wicked e A Man of No Importance.
È sposato con Julia Hills, sua collega in The Hired Man.